# 庚申寺
座標: 北緯34度49分43秒 東経137度46分15.7秒 / 北緯34.82861度 東経137.771028度

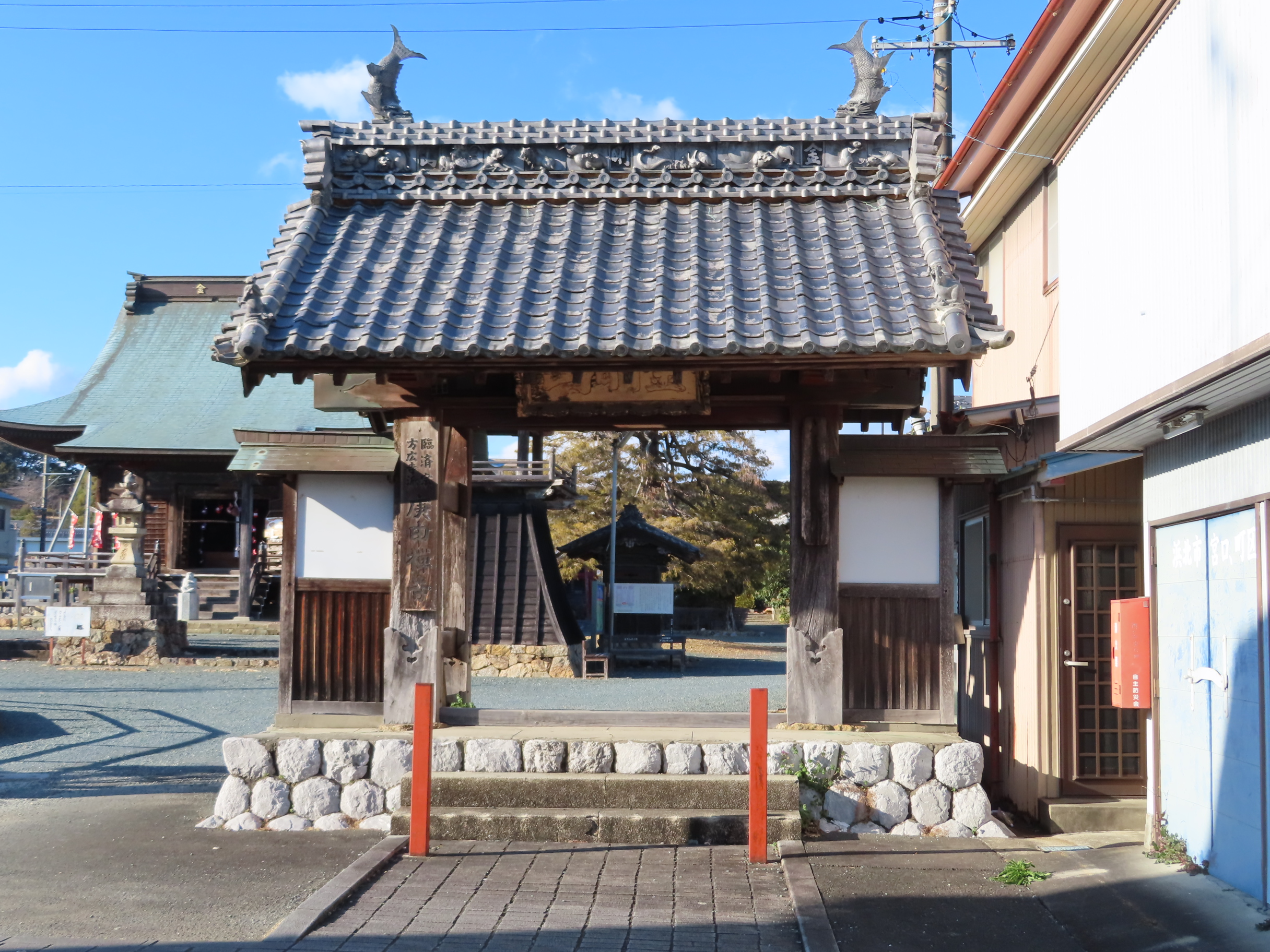
山門

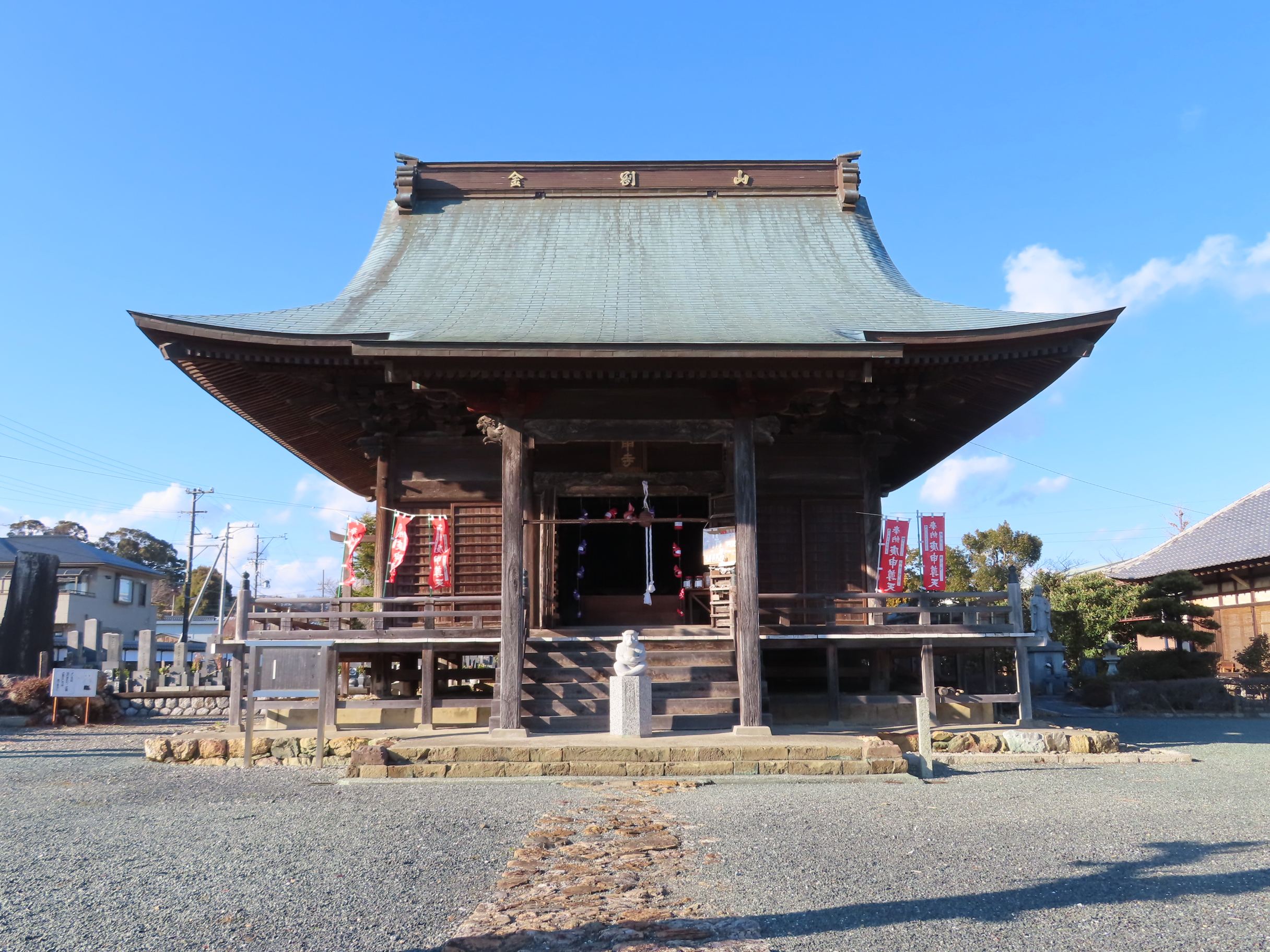
庚申堂

庚申寺（こうしんじ）は、静岡県浜松市浜名区宮口にある臨済宗方広寺派の寺院である。山号は金剛山（こんごうざん）。本尊は釈迦如来。
門前の道路は石畳になっている。

## 歴史
寺伝によれば、神亀2年（725年）、現在の境内地の北西に観音山光明寺として創建されたという。明徳元年（1390年）、金剛山庚申寺として再興され、真言宗から臨済宗に改宗したという。元禄6年（1693年）、豊田郡赤佐庄尾野村から雨乞い祈願として二十四孝図絵馬（板地著色二十四孝図）が奉納された。

## 所在地
- 静岡県浜松市浜名区宮口635

## 近隣情報
- 花の舞酒造株式会社
- あらたまの湯
- 静岡県立森林公園
- 浜松市明神池運動公園
- 浜松市フルーツパーク

## 交通アクセス
天竜浜名湖鉄道
宮口駅から徒歩3分
遠州鉄道
浜北駅から浜松バスあらたまの湯線で麁玉小学校バス停下車
浜松バス（麁玉小学校バス停）
あらたまの湯線